# Referendum niepodległościowe w Sudanie Południowym

Położenie Sudanu Południowego

Referendum niepodległościowe w Sudanie Południowym – głosowanie odbywające się w dniach 9-15 stycznia 2011 roku w sprawie podziału Sudanu na część południową i część północną. Jest ono wynikiem ustaleń pokojowych z 2005, podjętych na zakończenie ponad dwudziestoletniej wojny domowej w Sudanie.

## Konflikt północ-południe i porozumienie pokojowe
Sudan Północny
     Sudan Południowy (referendum w 2011)
     Abyei (referendum w 2011)
     Kordofan Południowy i Nil Błękitny (powszechne konsultacje)

Sytuacja w Sudanie po wojnie domowej:
Sudan Północny (w tym Darfur - kolor zielony)
Sudan Południowy (referendum w 2011)
Abyei (referendum w 2011)
Kordofan Południowy i Nil Błękitny (powszechne konsultacje)

Sudan od czasu uzyskania niepodległości w 1956 zmagał się z wieloletnim konfliktem wewnętrznym między północną częścią kraju a południem. Podłoże konfliktu stanowiły różnice etniczne i religijne, gdyż północ kraju zamieszkana jest przez ludność arabską (muzułmańską), a południe przez ludność murzyńską (chrześcijańską i animistyczną). Pierwszy konflikt (I wojna domowa w Sudanie) wybuchł już w 1955 roku i trwał do czasu podpisania porozumienia pokojowego w Addis Abebie w 1972. Jednakże w 1983 roku doszło do wznowienia walk. Osią sporu był podział władzy i bogactw naturalnych między dwoma rejonami państwa, a także rola religii w państwie i dążenie południa do samostanowienia. Walki z wojskami rządowymi prowadziła Ludowa Armia Wyzwolenia Sudanu (SPLA), do liderów której należeli John Garang i Salva Kiir Mayardit. W wyniku trwającego 21 lat konfliktu zginęło przeszło 2 mln osób, ponad 4 mln opuściło swoje domy, a ponad 600 tys. opuściło Sudan i szukało schronienia w państwach sąsiednich.
W wyniku mediacji ze strony Międzyrządowej Władzy ds. Rozwoju (ang. Intergovernmental Authority on Development, IGAD), organizacji grupującej państwa z rejonu Afryki Wschodniej, rząd Sudanu na czele z prezydentem Omarem al-Baszirem i SPLA 9 stycznia 2005 podpisali w Nairobi całościowe porozumienie pokojowe (Comprehensive Peace Agreement). Zgodnie z nim w Sudanie wprowadzony został 6-letni okres przejściowy (liczony od 9 lipca 2005, wcześniej obowiązywał półroczny okres poprzedzający go), w czasie którego Sudan Południowy miał posiadać szeroką autonomię z własnym parlamentem i prezydentem, który z urzędu objął także stanowisko wiceprezydenta Sudanu. W tym czasie w Sudanie miały zostać przeprowadzone wybory powszechne. Na koniec okresu przejściowego miało natomiast odbyć się referendum pod międzynarodowym nadzorem, zorganizowane wspólnie przez rząd Sudanu i Ludowy Ruch Wyzwolenia Sudanu (SPLM) dla ludności Sudanu Południowego, w celu potwierdzenia jedności kraju bądź zadecydowania o secesji.
Porozumienie pokojowe z 2005 roku przewidywało równoczesną z referendum w Sudanie Południowym organizację drugiego referendum w regionie Abyei. W okresie przejściowym ten zasobny w ropę naftową region posiadał „specjalny status administracyjny”. Jego mieszkańcy na drodze głosowania mieli zadecydować o zachowaniu tego statusu i pozostaniu przy północy bądź o przyłączeniu się do południa. W celu wyznaczenia dokładnych granic regionu miała zostać powołana komisja graniczna (Abyei Boundaries Commission), a w celu przeprowadzenia głosowania komisja referendalna (Abyei Referendum Commission), której kompetencją miało być również wyznaczenie kryteriów uprawniających do udziału w głosowaniu. W stanach Kordofan Południowy i Nil Błękitny miały odbyć się natomiast „powszechne konsultacje”, przeprowadzone poprzez parlamenty stanowe i powołane przez nie komisje. Na ich podstawie rząd centralny Sudanu miał podjąć ewentualne decyzje o „naprawie procedur potrzebnych na wierne wdrożenie postanowień porozumienia pokojowego”.
Istotą konfliktu polityczno- militarnego w Sudanie był podział między północną częścią państwa, zamieszkałą głównie przez Arabów, z rządem centralnym w Chartumie, a bardzo słabo rozwiniętym południem, z ludami afrykańskimi o wyznaniu chrześcijańsko- animistycznym. Wyznawcy islamu to ok. 70% mieszkańców kraju, 25% przypada na wierzenia tradycyjne, a ok. 5% to chrześcijanie. Drugim podłożem konfliktu jest struktura etniczna państwa. Ponad 50% to Arabowie z dwóch wielkich grup Dżaalin-Danagla oraz Dżuhajna-Fazara zamieszkujący obszary północne i środkowe kraju. W północnej części kraju występują jeszcze Nubijczycy oraz lud Bedża, stanowiąc w sumie ok. 15% ludności. Duże zróżnicowanie występuje na południu. Największą grupę etniczną stanowi plemię Dinka (12%), a następnie Nuerowie (5%). Pozostałymi dużymi grupami etnicznymi na południu kraju są Bari, Szyllukowie oraz Lotuko. W zachodniej prowincji Darfur główną grupą etniczną jest lud Furi, który stanowi 2% ludności Sudanu. Historycznych korzeni konfliktu należy doszukiwać się przede wszystkim w polityce prowadzonej przez XIX-wiecznych kolonizatorów tych terenów, tj. Brytyjczyków oraz Egipcjan oraz dominującej w tym kraju nacji muzułmańskiej. Sztuczne podziały i ograniczenia rozwojowe stosowane przez administrację kolonialną oraz arabską politykę eksterminacji i niewolnictwa w stosunku do plemion zamieszkujących głównie południową część terytoriów implikowała liczne krwawe konflikty w tym kraju.

## Negocjacje na temat organizacji referendum
Od czasu podpisania pokoju na terenie Sudanu Południowego dochodziło do walk i wybuchów przemocy na tle etnicznym, które spowodowały tysiące ofiar śmiertelnych. Władze południa oskarżały władze z północy o podsycanie niepokojów, zbrojenie i finansowanie rebeliantów, czemu te konsekwentnie zaprzeczały. Starcia stanowiły zagrożenie dla procesu pokojowego i utrudniały przygotowania do referendum. W samym tylko roku 2009 w wyniku przemocy, głównie w stanie Dżunkali, zginęło co najmniej dwa tysiące osób.
Na przełomie kwietnia i maja 2008 roku w Sudanie przeprowadzony został niezbędny do stworzenia rejestru wyborców spis ludności. Pełne wyniki spisu zostały opublikowane w kwietniu 2009. Według nich terytorium Sudanu Południowego zamieszkiwało 8,2 mln osób. Władze Sudanu wyraziły wątpliwości co do tej liczby, uznając ją za zaniżoną. Ich zdaniem liczba ludności Sudanu Południowego mogła stanowić ok. 1/3 ludności całego Sudanu, tj. 11–13 mln osób.
W czerwcu 2009, z inicjatywy Stanów Zjednoczonych, władze północy i południa powołały trójstronną komisję w celu przeglądu i rozwiązania problemów związanych z implementacją porozumienia pokojowego z 2005. 19 sierpnia 2009, w obecności wysłannika USA Scotta Grationa, podpisały natomiast porozumienie o współpracy w realizacji postanowień układu pokojowego, w tym przygotowań wyborczych. We wrześniu 2009 strony rozpoczęły serię rozmów na ten temat. Były one prowadzone na szczeblu wiceprezydentów: wiceprezydenta Sudanu Alego Usmana Tahy oraz wiceprezydenta Sudanu Południowego Rieka Machara. Ich celem było wypracowanie prawa umożliwiającego organizację referendum. Do punktów spornych należały m.in. kwestie procentu głosów wymaganych dla secesji bądź jedności, osób uprawnionych do głosowania, a także ustalenie zasad procesu postreferendalnego, w tym podziału długu publicznego w przypadku secesji. Na początku września 2009 strony zdołały porozumieć się w sprawie 6 z 9 punktów przedstawionych w agendzie rozmów (składu komisji referendalnej, statusu obserwatorów, kwestiach bezpieczeństwa, rejestracji wyborców, systemu głosowania i ogólnej definicji uprawnionych do głosowania). Nierozstrzygniętą sprawą pozostawała nadal liczba głosów potrzebnych do wyboru jednej z dwóch opcji. Północ opowiadała się za progiem 75% oddanych głosów, czemu sprzeciwiał się SPLM. Drugą sprawą była kwestia podziału uprawnień pomiędzy komisję referendalną z siedzibą w Chartumie, a jej oddziałem w Dżubie. Strony były podzielone także w sprawie terytorium, na którym miało się odbyć głosowanie. Południe optowało za jego organizacją wyłącznie na obszarze Sudanu Południowego, natomiast przedstawiciele z północy domagali się głosowania na obszarze całego Sudanu.
16 października 2009 wiceprezydent Taha i wiceprezydent Machar ogłosili osiągnięcie porozumienia w sprawie ustawy referendalnej i zakończenia rozmów. Według nich, do wyboru jednej z dwóch opcji (secesja lub jedność) wymagana miała być zwykła większość głosów (co najmniej 50%+1) oraz udział ponad 2/3 uprawnionych do głosowania. Głosowanie miało odbyć się na terenie całego Sudanu.
1 listopada 2009 prezydent Sudanu Południowego Salva Kiir Mayardit po raz pierwszy w zdecydowany sposób opowiedział się za secesją prowincji. Stwierdzając, że władze uszanują każdy wybór obywateli, oznajmił, iż głosowanie za jednością będzie oznaczać dla mieszkańców Sudanu Południowego bycie obywatelami drugiej kategorii we własnym państwie, natomiast głosowanie za secesją zapewni im wolność w niepodległym kraju.
13 grudnia 2009 prezydent Sudanu Umar al-Baszir i prezydent Sudanu Południowego Salva Kiir Mayardit, w czasie posiedzenia rządu centralnego, przyjęli projekt Ustawy w sprawie Referendum w Sudanie Południowym (Southern Sudan Referendum Act 2009). 29 grudnia 2009 ustawę przyjęło Zgromadzenie Narodowe. Weszła ona życie w dniu podpisania przez prezydenta al-Baszira 31 grudnia 2009.

## Ustawa w sprawie Referendum w Sudanie Południowym

Flaga Sudanu Południowego

Przyjęta przez parlament i podpisana przez prezydenta w grudniu 2009 Ustawa w sprawie Referendum w Sudanie Południowym określała ramy prawne i zasady organizacji głosowania.
Zgodnie z jej przepisami, lud Sudanu Południowego mógł skorzystać z wyrażenia prawa do samostanowienia poprzez referendum mającym na celu określenie jego przyszłego statusu. Referendum miało odbywać się na obszarze Sudanu Południowego i w innych miejscach, w dniu 9 stycznia 2011. Jego organizację przeprowadzała Komisja ds. Referendum w Sudanie Południowym (Southern Sudan Referendum Commission), we współpracy z rządem centralnym, rządem Sudanu Południowego i pod międzynarodowym nadzorem. Głosujący mieli do wyboru dwie opcje: potwierdzenie jedności Sudanu poprzez utrzymanie formy rządu ustanowionej przez porozumienie pokojowe z 2005 i Tymczasową Konstytucję z 2005; oraz opcję drugą – secesję. W celu wyrażenia wolnej woli mieszkańców władze zobowiązały się zapewnić warunki sprzyjające przeprowadzeniu referendum, w tym odpowiedni poziom bezpieczeństwa, wolność wypowiedzi, wolność zgromadzeń i swobodę przemieszczania się, zgodę na obecność międzynarodowych i krajowych obserwatorów (m.in. przedstawicieli ONZ, UE, UA i państw IGAD).
W celu organizacji referendum miała zostać powołana niezależna finansowo, administracyjnie i technicznie Komisja ds. Referendum w Sudanie Południowym z siedzibą w Chartumie oraz oddzielnym biurem w Dżubie. W jej skład miało wchodzić 9 członków, w tym przewodniczący i jego zastępca. Członków mianował prezydent Sudanu, za zgodą pierwszego wiceprezydenta Sudanu (prezydenta Sudanu Południowego) oraz aprobatą Zgromadzenia Narodowego wyrażonej większością głosów. Wiceprzewodniczący Komisji stał na czele Biura ds. Referendum w Sudanie Południowego w Dżubie. Komisja, w celu przygotowania i przeprowadzenia głosowania powoływała w każdym stanie Wysoki Komitet ds. Referendum, a te z kolei Podkomitety ds. Referendum oraz Komitety Centrów Referendalnych.
Uprawnionymi do udziału w referendum były osoby powyżej 18 roku życia, poczytalne oraz spełniające co najmniej jeden z dwóch warunków: 1) urodzone z jednego lub obojga rodziców należących do rdzennych społeczności osiadłych w Sudanie Południowym w dniu lub przed dniem 1 stycznia 1956, bądź będące w stanie udowodnić swoje pochodzenie od takich wspólnot; 2) zamieszkałe na stałe, bez przerw, bądź których rodzice lub dziadkowie zamieszkują na stałe, bez przerw, w Sudanie Południowym od 1 stycznia 1956
Dodatkowo, aby wziąć udział w głosowaniu wymagana była rejestracja w spisie wyborców.
W celu potwierdzenia swojej tożsamości wymagany był jeden dokumentów potwierdzających tożsamość, jak dowód osobisty, osobisty dokument identyfikacyjny, certyfikat wydany przez władze rządowe lub stanowe, dokument tożsamości wydany przez UNHCR lub bezpośrednie, ustne bądź pisemne, oświadczenie kompetentnego sułtana stanu. Każda osoba mogła się odwołać od decyzji urzędników referendalnych w ciągu 7 dni od daty wydania decyzji. Komisja była zobligowana przedstawić rejestr wyborców na trzy miesiące przed dniem rozpoczęcia referendum.
Komisja ds. Referendum w Sudanie Południowym odpowiadała za dystrybucję materiałów wyborczych do centrów referendalnych, które miały się w nich znaleźć na 72 godziny przed rozpoczęciem głosowania. Najpóźniej na 2 miesiące przed dniem głosownia była natomiast zobligowania do ogłoszenia dokładnego kalendarza procedur wyborczych. Głosowanie miało trwać 7 dni. Karty wyborcze miały zawierać dwa symbole odnoszące się do dwóch opcji wyboru, przy których wyborca miał pozostawić odcisk palca umoczonego w niezmywalnym atramencie.
Akredytowani obserwatorzy i przedstawiciele mediów mieli prawo wstępu do centrów referendalnym w każdym czasie w trakcie trwania głosowania. Nie mogli jednak ingerować w obowiązki urzędników lub rozmawiać z głosującymi w czasie ich pobytu w centrum. Na wniosek przewodniczącego centrum referendalnego mogli zostać wydaleni z niego w przypadku naruszenia tych zasad lub zakłócania procesu wyborczego. Przewodniczący centrum wyborczego w przypadku zamieszek, przemocy bądź innych aktów zakłócających przebieg głosowania mógł podjąć decyzję o jego przerwaniu i przełożeniu na późniejszy termin, o czas odpowiadający przerwie w głosowaniu.
Niezwłocznie po zamknięciu centrów referendalnych miał rozpocząć się proces sortowania i liczenia głosów w obecności akredytowanych obserwatorów. Po publikacji wyników przewodniczący centrów przedkładali je Podkomitetom ds. Referendum, które przekazywały je Komitetom ds. Referendum, a te z kolei Biurze ds. Referendum w Dżubie, które przesyłało wyniki do siedziby Komisji w Chartumie. Komisja, po otrzymaniu wszystkich danych, ogłaszała wstępne wyniki referendum. Każdy wyborca miał prawo do zaskarżenia wyników w terminie 3 dni od ich publikacji. Skargi wyborcze w ciągu 7 dni od ich otrzymania musiał rozstrzygnąć Sąd Najwyższy, który następnie w ciągu 48 dni od daty ich rozpatrzenia był zobligowany do ogłoszenia ostatecznych wyników referendum. Ostateczne wyniki referendum nie mogły być ogłoszone później niż 30 dni od daty zakończenia głosowania.
Referendum miało być ważne i prawnie wiążące, jeśli udział w nim wzięło co najmniej 60% uprawnionych do głosowania. W przypadku nieprzekroczenia tego progu w ciągu 60 dni od daty publikacji ostatecznych wyników, miało zostać przeprowadzone powtórne głosowanie. Wynikiem referendum miała być jedna z dwóch opcji, którą poparła zwykła większość głosujących (50%+1).
W przypadku wyboru jedności, prezydent i pierwszy wiceprezydent Sudanu mieli dokończyć swoje konstytucyjne kadencje, podobnie jak deputowani do Zgromadzenia Narodowego. Zintegrowane Jednostki, złożone z oddziałów SPLA i Sił Zbrojnych Sudanu, miały stanowić podstawę dla stworzenia przyszłej armii. Tymczasowa Konstytucja Sudanu z 2005 miała obowiązywać do czasu opracowania stałej ustawy zasadniczej.
Natomiast w przypadku wyboru secesji, po zakończeniu okresu przejściowego (9 lipca 2011) prezydent Sudanu miał kontynuować sprawowanie mandatu do końca kadencji, jeśli pochodził z północy kraju. Jeśli natomiast pochodził z południa jego mandat wygasał, a stanowisko to do końca kadencji obejmował pierwszy wiceprezydent Sudanu (który wówczas musiał zgodnie z prawem pochodzić z północy). Wygasały również mandaty członków Zgromadzenia Narodowego pochodzących z Sudanu Południowego, które następnie miały zostać obsadzone na nowo do czasu kolejnych wyborów. Zintegrowane Jednostki miały zostać rozwiązane, a oddziały wchodzące w ich skład włączone do sił zbrojnych dwóch państw. Artykuły i przepisy Tymczasowej Konstytucji Sudanu odnoszące się do Sudanu Południowego miały zostać uznane za uchylone.
Po przeprowadzeniu referendum, niezależnie od jego wyniku, strony porozumienia pokojowego z 2005 miały przystąpić do rozmów pod międzynarodowym nadzorem w celu wypracowania rozwiązania kwestii związanych z obywatelstwem, walutą, administracją publiczną, statusem służb bezpieczeństwa i służb specjalnych, statusem międzynarodowych umów i konwencji, majątku publicznego i zadłużenia, pól naftowych oraz produkcji, transportu i eksportu ropy naftowej, kwestiami wód lądowych, kwestiami własności, a także innymi sprawami uzgodnionymi przez same strony.

## Przygotowania do referendum
W kwietniu 2010 roku w kraju odbyły się wybory powszechne, w których wybierano prezydenta i skład parlamentu Sudanu Południowego. Reelekcję na stanowisko uzyskał urzędujący od 2005 roku prezydent Salva Kiir Mayardit. Wybory, zdaniem zagranicznych obserwatorów, m.in. z Unii Europejskiej, nie spełniły standardów demokratycznych.

## Głosowanie

Przygotowana przez ONZ karta do głosowania

Do głosowania uprawnione było 3,93 mln ludzi. Uprawnienia posiadali jedynie Sudańczycy, których rodzice lub dalsi przodkowie pochodzą z plemion z południa, a także ci, których rodzice lub dziadkowie mieszkali w tej części Sudanu od roku 1956, czyli od uzyskania przez Sudan niepodległości. Aby referendum było ważne niezbędna była frekwencja wynosząca 60%.
Referendum przeprowadzane było pod egidą ONZ, która przygotowała m.in. karty do głosowania. Ze względu na duży odsetek analfabetów w Sudanie karty te przygotowane były w formie obrazkowej: zwolennicy podziału kraju i uzyskania niepodległości dla Sudanu Południowego głosowali przy pomocy symbolu pokazującego pojedynczą dłoń, natomiast zwolennicy pozostania w jedności z resztą kraju – dwie połączone dłonie. Nad przebiegiem referendum czuwała między innymi organizacja Not on Our Watch, do której współzałożycieli należą George Clooney, Brad Pitt i Matt Damon. Zaangażowanie ws. przebiegu głosowania wyraziła też Unia Europejska, która wysłała specjalną misję obserwacyjną (EU Election Observation Mission - EOM).
W związku z pozytywnym wynikiem głosowania jest to pierwsza w historii Afryki zmiana ustalonych jeszcze przez kolonizatorów granic państwowych.

## Rezultaty
Misja obserwatorów UE stwierdziła, że głosowanie należy uznać za wiarygodne i oficjalnie stwierdziła, że respektuje wyniki. Wyniki potwierdza także misja byłego prezydenta USA Jimmy’ego Cartera i kierowanego przez niego Carter Center, który stwierdził, że odbyło się ono według standardów demokratycznych.
Liczenie głosów zakończyło się 31 stycznia, a oficjalne ogłoszenie wyników nastąpiło 7 lutego w Chartumie. Według oficjalnych wyników podanych przez komisję referendalną za secesją odpowiedziało się 98,83% głosujących.
7 lutego 2011 prezydent Sudanu Umar al-Baszir wydał dekret, w którym zaakceptował wyniki styczniowego referendum, a co za tym idzie - podział kraju.
Po zakończeniu referendum w Sudanie Południowym doszło do buntu członków Ludowej Armii Wyzwolenia Sudanu. W lutym 2011 zbuntował się gen. George Athor stojący na czele Demokratycznego Ruchu Sudanu Południowego (SSDM), a w kwietniu 2011 Peter Gadet, stojący na czele Armii Wyzwolenia Sudanu Południowego (SSDM). Prowadzili oni rebelię przeciwko rządowi Sudanu Południowego.